# Antoine Joseph Jobert de Lamballe
Antoine Joseph Jobert de Lamballe (Matignon, 17 de dezembro de 1799 — 19 de abril de 1867) foi um cirurgião francês.
Estudou medicina em Paris. Em 1830 tornou-se cirurgião no Hôpital Saint-Louis. Foi eleito para a Academia Nacional de Medicina em 1840 e para a Academia de Ciências da frança em 1856.

## Obras
- Traité théorique et pratique des maladies chirurgicales du canal intestinal (1829)
- Etudes sur le système nerveux (1838)
- Traité de chirurgie plastique (1849)
- De la réunion en chirurgie (1864)